# Eretmodus cyanostictus
Espèce
Statut de conservation UICN

 NT  : Quasi menacé
Eretmodus cyanostictus est une espèce de poissons de la famille des Cichlidés. Elle est endémique du lac Tanganyika, inféodé au substrat rocheux, spécialisé dans un régime alimentaire végétarien. Incubateur buccal bi-parental.